# Sukhasiddhi
Sukhasiddhi (siglo XI) fue una maestra india de budismo Vajrayāna. Nació en el oeste de Cachemira en el seno de una familia pobre y fue madre de tres hijos y tres hijas. Era una mujer amable y de gran generosidad. Un día, cuando a su familia le quedaba solamente un cuenco de arroz, se fueron todos en busca de comida y dejaron a Sukhasiddhi sola en casa. Fue entonces cuando un mendigo llamó a su puerta pidiendo comida. Sukhasiddhi le ofreció la única comida que le quedaba. Cuando su marido e hijos volvieron a casa sin haber encontrado nada para comer y se enteraron de que Sukhasiddhi había ofrecido su última comida al mendigo, la echaron de casa por su generosidad.
Sukhasiddhi abandonó Cachemira y se dirigió hacia el oeste a Uddiyana, de donde se decía que todos los hombres eran dakas y todas las mujeres dakinis. Al llegar allí se convirtió en vendedora de cerveza.
Una yoguini iba todos los días a comprarle cerveza para su maestro y Sukhasiddhi le preguntó que a quién le llevaba la cerveza. La yoguini le respondió que al Gran Yogui Virupa, que vivía en el bosque. Entonces Sukhasiddhi le ofreció su mejor cerveza y le dijo que no le pagara nada por ella.
Cuando Virupa se enteró, mandó buscar a Sukhasiddhi y le dio las cuatro iniciaciones completas de las prácticas yóguicas, así como las prácticas secretas de la fase de creación y culminación. Sukhasiddhi se convirtió en una dakini de sabiduría justo después de recibir las iniciaciones.
Sukhasiddhi, junto con Niguma, Rahula y Maitripa, es una de los cuatro lamas raíz de Khyungpo Naljor, el fundador del linaje Shangpa Kagyu de budismo tibetano.